# Kevin Cosgrove
Kevin Michael Cosgrove (ur. 6 stycznia 1955, zm. 11 września 2001) – jedna z ofiar zamachów z 11 września. 
Cosgrove został uwięziony w wieży World Trade Center, w biurze, w północno-zachodnim rogu na 105 piętrze południowej wieży. Wraz z nim uwięzieni zostali pracująca w tym samym biurze Doug Cherry i niezidentyfikowana osoba.
Zaraz po tym, jak dodzwonił się do obsługi technicznej budynku, Cosgrove wykonał telefon do centrali policji pod numerem 911. Gdy wciąż był na linii, budynek zaczął się zawalać i Cosgrove wypowiedział swoje ostatnie słyszane słowa: „Oh God! Oh…”, po czym połączenie zostało zerwane. Nagrania z rozmową ofiary z centralą policji zostały opublikowane tuż po całym zdarzeniu.
W chwili śmierci miał 46 lat. Jego ciało znaleziono w ruinach WTC i zidentyfikowano tydzień po zamachach. Został pochowany 22 września na cmentarzu St. Patrick's w Nowym Jorku.